# الدوري الكرواتي الممتاز
الدوري الكرواتي الممتاز (بالكرواتية:Prva hrvatska nogometna lig) هي الدرجة الممتازة لكرة القدم في كرواتيا، ويشارك في الدوري الممتاز 16 أندية. وتم تأسيسه في عام 1992.

## وصلات خارجية
- الموقع الرسمي